# Dornenkrone

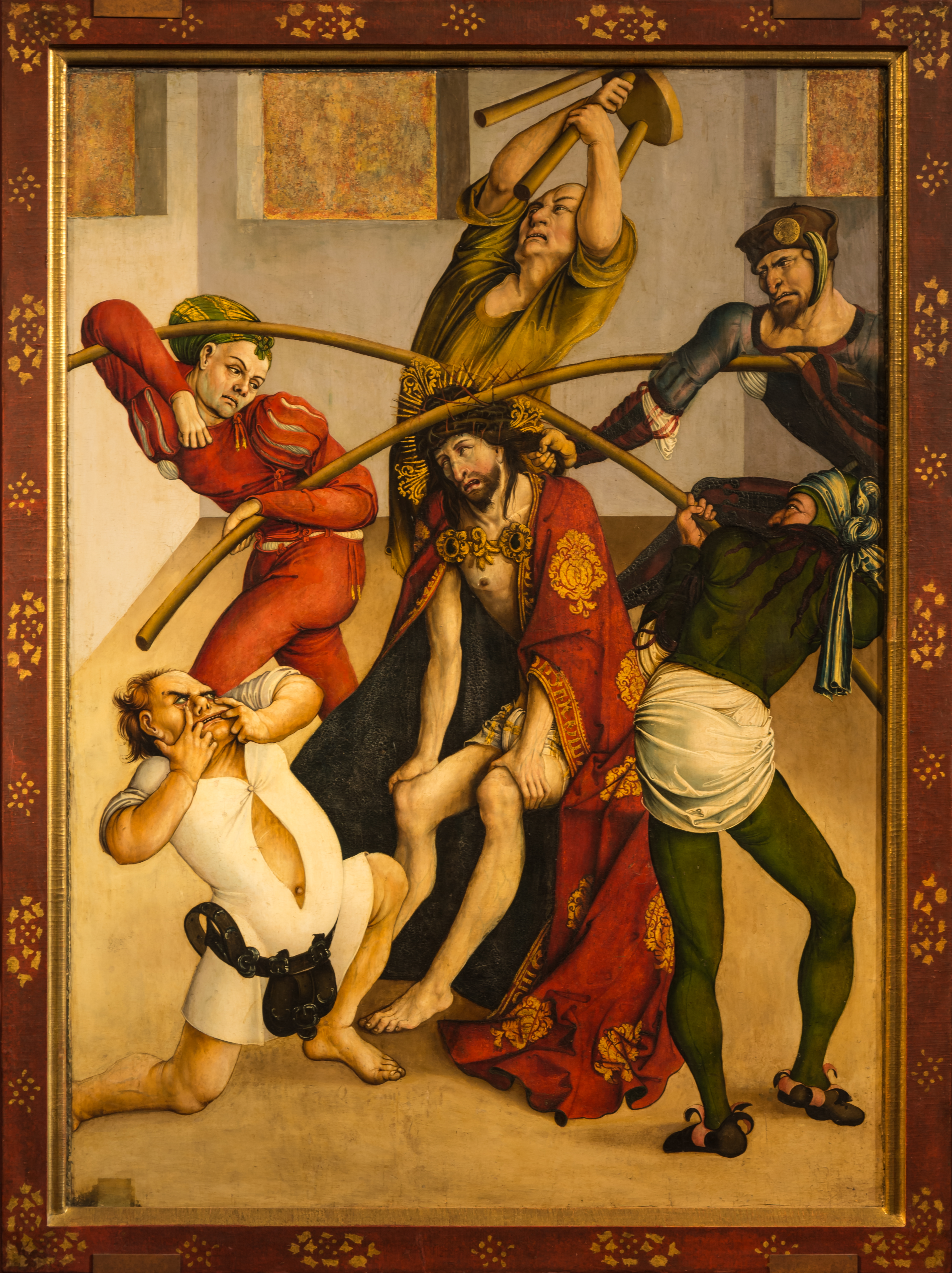
Jörg Breu der Ältere, Die Dornenkrönung, Melker Altar von 1502, Benediktinerstift Melk

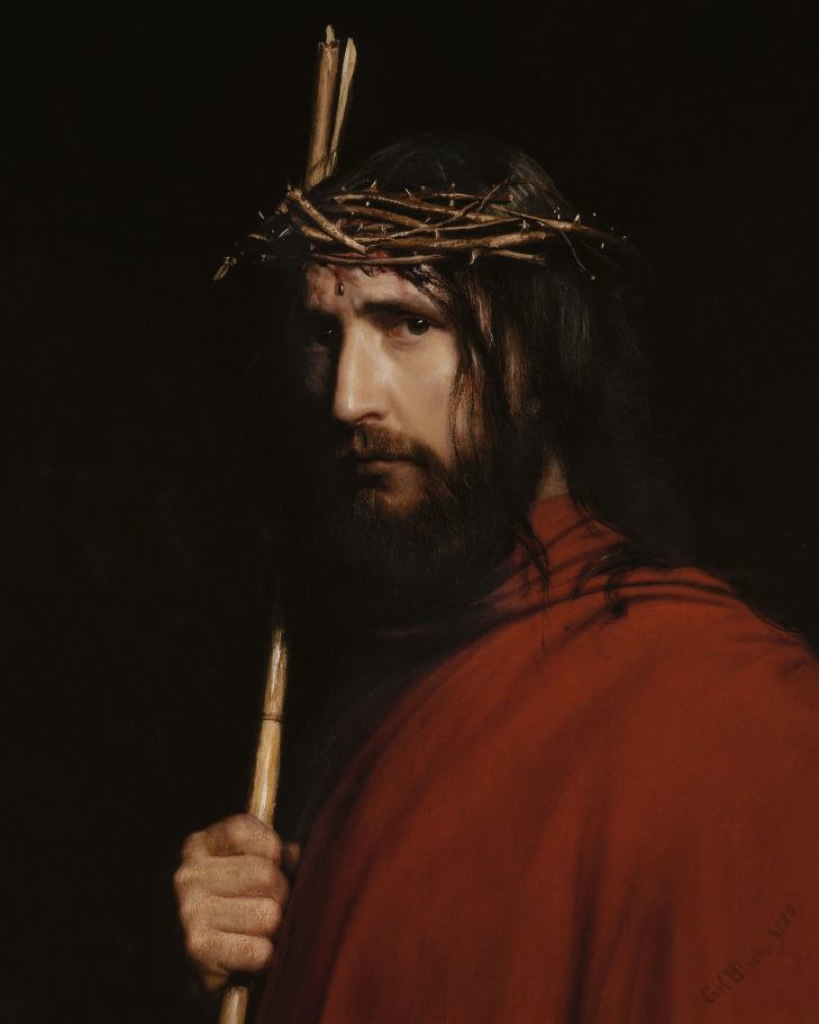
Christus mit der Dornenkrone, Gemälde von Carl Bloch, vor 1890

Die Dornenkrone (griechisch στέφανος ἐξ ἀκανθῶν stéfanos ex akanthón, wörtlich „Kranz aus Dornen“) ist ein Begriff aus der Bibel.

## Biblische Erwähnung
Drei der vier Evangelien berichten, dass Jesus von Nazaret von römischen Soldaten ein Kranz aus Dornen aufgesetzt wurde (Mt 27,29 , Mk 15,17  und Joh 19,2 ). Zusammen mit einem Schilfrohr als Zepter und einem roten Umhang statteten ihn die Soldaten zum Hohn (Verspottung Christi) mit „königlichen“ Symbolen aus, während sie ihn misshandelten und verspotteten (Mt 27,27–31 , Mk 15,16–20  Joh 19,2–3 ).

## Bedeutung
In der Regel ist eine Krone eine Auszeichnung vor Dritten und ist Ausdruck von Macht und Würde sowie Symbol der Herrschaft des Trägers. Im Unterschied hierzu wurde die Dornenkrone von den Soldaten in ihr Gegenteil verkehrt und so als Instrument der Herabsetzung, Verspottung und Schande genutzt.
Eine Umdeutung findet wiederum im Christentum statt: In ihm wird die Dornenkrone zum wichtigen Element der Passion und zum Ausdruck des Leidens von Jesus Christus.

## Reliquie

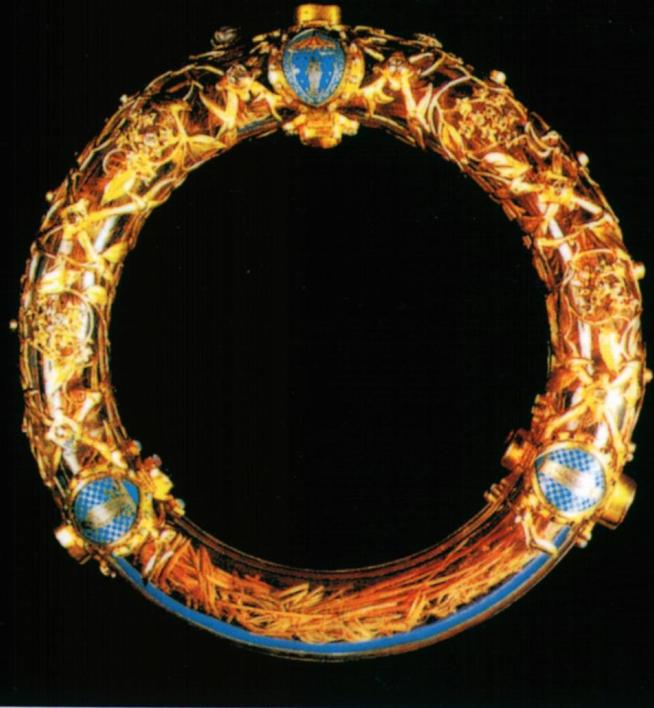
Die in der Kathedrale von Notre-Dame aufbewahrte Dornenkronen-Reliquie stammt wie einige heute nicht mehr erhaltene Reliquien aus der gotischen Saint-Chapelle

Laut Überlieferung soll 1036 eine Dornenkronen-Reliquie in Jerusalem verehrt worden sein. Während der Kreuzzüge gelangten viele Reliquien nach Europa, nach dem Vierten Kreuzzug gelangten die Passionsreliquien „Christi Dornenkrone“ und Teile des „Wahren Kreuzes“ sowie die Spitze der Heiligen Lanze nach Venedig (Liste in Konstantinopel 1204 erbeuteter Werke). Im Jahr 1238 kaufte der französische König Ludwig IX. der Heilige sie für die astronomische Summe von 135.000 Livre dem lateinischen Kaiser Balduin II. ab, der über Konstantinopel herrschte. Für die Reliquien ließ Ludwig IX. der Heilige in Paris die 1248 fertiggestellte Sainte-Chapelle nach Vorbild der Pharos-Palastkapelle als neue zentrale Heilige-Kapelle im gotischen Stil erbauen. Die Krone blieb bis zur Französischen Revolution dort.
Während der Revolution wurde die Dornenkrone zum Schutz im Vatikan aufbewahrt. Dort wurde sie in zwei Teile getrennt. Der eine Teil verblieb bis heute im Vatikan. Victor-Augustin-Isidore Dechamps (1810–1883), Erzbischof von Mechelen und Primas von Belgien, soll ein Fragment aus der Krone im Vatikan gelöst haben und es mit seinem Kardinalssiegel als Echtheitsnachweis versehen haben. Die andere Hälfte der Dornenkronen-Reliquie lagerte nach der Revolution eine Zeit lang in der Bibliothèque Nationale und wurde unter Kaiser Napoleon der Kathedrale Notre-Dame übergeben. Damals wurden zur Aufbewahrung neue kostbare Reliquiare angefertigt. Eines im Auftrag des Kaisers, ein anderes aus juwelenbesetztem Bergkristall nach Entwürfen des einflussreichen Restaurators Eugène Viollet-le-Duc. Einige Dornen wurden aus der Dornenkrone gelöst, die zum Teil als Heiliger Dorn noch existieren. 
Darüber hinaus wird berichtet, dass Graf Rasso im 10. Jahrhundert von einer Pilgerreise ins Heilige Land einen Zweig aus der Dornenkrone, ein Stück vom Kreuz Christi sowie Stoffreste des Schweißtuches Christi mit nach Andechs gebracht haben soll. Der Zweig der Dornenkrone befindet sich noch immer im Kloster Andechs. Ähnliche Reliquien werden in Stanbrook Abbey (England), Pisa, Wevelgem, München und Le Villars aufbewahrt. Die Dornenzweige und Dornen sollen dem Syrischen Christusdorn entstammen, der auch bei Jerusalem wächst.
Während des Brandes im Dachgebälk der Kathedrale von Notre-Dame 2019 wurde die Dornenkronen-Reliquie aus der Kathedrale gerettet und ins Pariser Rathaus zur Aufbewahrung gebracht und anschließend zum vorläufigen Verbleib in den Louvre.

## Rezeption

### Darstellung in der Kunst
Während im frühen Christentum Jesus als hoheitsvolle Siegergestalt über den Tod mit einem Lorbeerkranz dargestellt wird (Passionssarkophag Lateran Nr. 171, um 340/370) und in der Romanik Jesus am Kreuz zumeist mit erhabenem Ausdruck dargestellt wird und eine Königskrone trägt, beginnen im Mittelalter die extreme Steigerung des Leidensmomentes und die Darstellung der Pein des Gekreuzigten, mit der Dornenkrone auf dem Haupt. Besonders nördlich der Alpen setzte sich die Dornenkrönung durch. Mit Beginn der Gotik wurde statt einer Königskrone die Dornenkrone zum Attribut des gekreuzigten Christus. Zunächst wurde die Dornenkrone oft haubenförmig dargestellt. Im Laufe der Gotik entwickelte sich die Kranzform der Dornenkrone. In Mitteleuropa war eine Krone reifförmig, im Nahen Osten haubenförmig. Abbildungen des Gekreuzigten mit einer Dornenkrone in Haubenform stammen überwiegend aus dem östlichen Kunstraum.

### Musik
Zahlreiche christliche Choräle und geistliche Gesänge nehmen das Bild der Dornenkrone auf von den mittelalterlichen Improperien über Paul Gerhardts O Haupt voll Blut und Wunden, Martin Behms O Jesu Christ, meins Lebens Licht (v. 5) (vertont v. Johann Sebastian Bach), Philipp Friedrich Hillers Jesus Christus herrscht als König (Orig. v. 27), bis hin zu Julie Hausmanns Wenn ich die Dornenkrone.
Im Fahrtenlied Wilde Gesellen vom Sturmwind durchweht nimmt v. 3 Bezug auf den König der Dornen.

### Heraldik

Dornenkrone in der Heraldik (Symbol)

Wappen von Erl (Tirol) mit Bezug auf die Passionsspiele

Als verbreitete Darstellung in der Heraldik ist die stilisierte Dornenkrone auch in Wappen anzutreffen.